# ハード (アダルトゲームブランド)
HARD（ハード）は、株式会社ログのアダルトゲームブランド。後に同社から独立し、会社組織化したため雑誌などでは「ハード社」とブランドがそのまま社名として語られた。

## 概要
1985年12月に創業した株式会社LOG（ログ）はマイコン関連機器「ボイスボックス」やグラフィックツール用ユーティリティ『アプリケット88』シリーズ等の開発を行う企業であったが、1986年、社内でアダルトゲーム部門を立ち上げ、ブランド名を”HARD”と名付けた。
前期は『パソコン通信CG写真集』を出す尊辺友が看板絵師としてキャラクターデザイン・原画を担当し、ナンパを題材としたアドベンチャーゲーム『口説き方教えます』シリーズ、風俗店経営SLG『ソープランドストーリー』シリーズ、フォトシミュレーションを謳った美少女写真館シリーズなどを展開、当時としては珍しい高画質の描写やアニメーションが好評を博する。
しかし、本来三部作を予定した『トリロジー -九鬼妖華真伝-』が難航する一方、同時期発売された安価な紙芝居路線の『はっちゃけあやよさん』が売れたことで、同シリーズ二作目の移植版から原画・デザインを担当していた長岡建蔵が新たに社長に就任、以後は長岡の指揮のもと、不条理ギャク・パロディ色の強い個性的な作品を展開していくことになる。
1992年9月にはログから有限会社ハードとして独立。長岡時代には、歌手であるさっぽろももこの企画による『ようこそシネマハウスへ』という高い評価を受ける映画制作シミュレーションゲームを制作したが、売上は芳しくなく、1995年の『吉永サユリがやって来るヤァ!ヤァ!ヤァ!』という迷走気味の作品を最後に解散状態となった。
以後は1999年のあやよさんシリーズ10周年として発売されたWindows版総集編を除いて活動はなかったが、2015年にハード社広報部の再結成され、2017年に株式会社三月うさぎの森、同人サークルProjectRepadarsの協力により初の公式サイトを公開し、あやよさんシリーズの復刻などに向けて活動していた。
2021年8月26日、HARDが所有しているゲームタイトル全般の知的財産権を、株式会社三月うさぎの森内支店でゲーム部門を担当するBEEPが取得したと発表された。

## 作品
- ソープランドストーリー（1986年）
- ソープランドストーリー II -Memory-（1991年）
- 口説き方教えます（1986年）
- 口説き方教えます PART II カインドゥギャルズ（1987年）
- 美少女写真館シリーズ
  - 美少女写真館 スタジオ・カット（1987年）
  - 美少女写真館 II -ムービング・スクール（1987年）
  - ダブル・ヴィジョン 美少女写真館スペシャル!（1987年）
  - 美少女写真館 III 恐怖の館（1988年）
  - 美少女写真館 番外編 アウトサイド・ストーリー（1990年）
- HARD社の社長が社員に面白いと認めさせたクイズ第一弾、君も成田へ行って勝手にジャンケンをしよう（1988年）
- クイズ雑学オリンピック わたなべわたる編（1988年）
- HARDグラフィックス総集編（1988年）
- せまってみたい（1989年）
- トリロジー -九鬼妖華真伝-（1989年）
- 美少女コントロール（1989年）
- うぉーたーふろんとあどべんちゃ（1989年）
- ベロンチョ身体検査 -女子高校編-（1990年）
- スケバン戦国史 -PSYMEC SCHOOL WAR-（1991年）
- Cobra Mission: Panic in Cobra City（1991年）
- はっちゃけあやよさん（1989年）
- はっちゃけあやよさん2 いけないホリデー（1990年）
- はっちゃけあやよさん3 私、逝っちゃったんです（1991年）
- はっちゃけあやよさん4 セクシーオリンピック（1993年）
- はっちゃけあやよさん5 ピカピカの小惑星（1994年）
- はっちゃけあやよさん123（1993年）
- はっちゃけあやよさん123 For Windows（1999年）
- ハードスペシャルセレクション-塊-（1994年）
- ようこそシネマハウスへ（1994年）
- 吉永サユリがやって来るヤァ!ヤァ!ヤァ!（1995年）